# OLPC XO-1
OLPC XO-1, tidligere kendt som 100-dollar-laptop, er et design på en billig bærbar computer (laptop), som udvikles af organisationen One Laptop Per Child (OLPC) for at gøre ethvert barn i verden i stand til at tilgå viden og moderne uddannelsesformer. OLPC er en Delaware-baseret, non-profit organisation skabt af MIT Media Lab fakultetsmedlemmer til at designe, producere og distribuere laptoppene. OLPC blev annonceret af Nicholas Negroponte i januar 2005 ved World Economic Forum i Davos, Schweiz.

## Hardware
Dens hardware specifikationer, oktober 2005 (lidt fra 2007), er: 
- En "special" 500 MHz CPU af AMD (Advanced Micro Devices) Inc med 0,25W effektforbrug.
- SVGA 7.5" diagonal transmissiv og reflektiv LCD anvendt i 2 modes:
  - Transmissiv farve/DVD mode med 350 x 470 pixel opløsning med baggrundsbelysning (ved laptop brug)
  - Reflektiv "læsbar i sollys" sort/hvid mode med 800 x 600 pixel opløsning (ved udendørs ebook læsning)
- 128 MB DRAM
- 1 GB flashlager (ingen harddisk)
- Trådløs netværk med "Extended Range" 802.11b trådløst chipset som fungerer ved lave datahastigheder (2Mbps) for at mindske effektforbruget.
- Konventionelt tastatur.
- touchpad for musekontrol og håndskrift
- 2 højttalere
- 4 USB porte.
- Elektriske energikilder:
  - AC ledning som også fungerer som bæresele
  - 2 C (R14) eller D genopladelige batterier og en hånddreven elektrisk generator
  - 4 C (LR14) eller D (LR20) alkaline batterier.
  - Lithium-jern-fosfat-akkumulator

### Effektforbrug
Effektforbrugsmålet er 2W til 3W i "laptop" mode. Effektforbrug i ebook mode er anslået til 4 til 6 gange lavere.

## Citater
- "Children will be able to learn by doing, not just through instruction – they will be able to open up new fronts for their education, particularly peer-to-peer learning." – Kofi Annan.

- "Every single problem you can think of, poverty, peace, the environment, is solved with education or including education." Nicholas Negroponte.